# (37365) 2001 UG153
2001 UG153 (asteroide 37365) é um asteroide da cintura principal. Possui uma excentricidade de 0.08207160 e uma inclinação de 1.53282º.
Este asteroide foi descoberto no dia 23 de outubro de 2001 por LINEAR em Socorro.